# 豊富温泉
豊富温泉（とよとみおんせん）は、北海道天塩郡豊富町にある温泉。日本の温泉郷としては最北に位置する。
1926年（大正15年）、石油試掘中に天然ガスとともに湧出した化石海水によるモール泉である。

## 泉質
- 含ヨウ素 - ナトリウム塩化物温泉（弱アルカリ性高張性低温泉)と、ナトリウム塩化物・炭酸水素塩温泉(弱アルカリ性高張性高温泉)の2種類の泉質）
  - 源泉温度34.2°C。わずかに黄濁し、井戸からは石油や天然ガスとともに湧出してくるため、油分を含み、石油臭がある[1]。。

- 「油風呂」とも呼ばれることもある特徴的な湯は、衣服に着色するほどお湯が濃いため、一部の宿泊施設ではあえて濾過や加水を行っている。町営の日帰り入浴施設「ふれあいセンター」では、源泉をそのまま使用した湯治用の浴場の他、濾過加水を行った一般用浴場も併設している。

- 温泉水と石油とともに天然ガスも噴出しており、この天然ガスを使った火力発電プラントを2020年度から稼働させる計画がある[2]。

### 皮膚病への効能
古くから火傷に効くとされてきたが、21世紀に入ると乾癬やアトピー性皮膚炎などに効能があることが話題となり、観光客のほか、全国から湯治客が訪れるようになった。1999年には町営の保養宿泊所「湯快宿（ゆかいじゅく）」が設置され、長期滞在型の湯治も可能となっている。また、豊富温泉の濃縮水の販売もされている。
2017年には、豊富町教育委員会は、アトピー性皮膚炎などの皮膚病で通学が困難な小・中高校生を対象に、宿泊費や交通費などを助成する湯治モニターを募集した。
なお、温泉の効能は万人にその効果を保証するものではない。皮膚病に対する効能があるとされているが、医学的には解明されていない部分も多い。皮膚科の医師は、タールや生理食塩水に近い塩分濃度の効能を推定している。2017年、厚生労働省により温泉利用型健康増進施設に指定された。
体調や皮膚の状態によっては感染症等の危険があるため注意が必要である。

## 温泉街

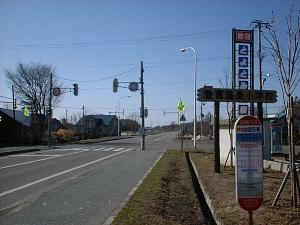
豊富市街からの温泉街入口。バス停留所前から。

豊富町の中心部から東方約6kmに位置する。温泉街には5軒ほどの宿泊施設があり、またスキー場や町営の日帰り入浴施設が備えられた。1978年に稚内温泉が開業するまでは日本最北の温泉地であり、現在でも年間25万人が訪れる最北の温泉街として親しまれている。

## 歴史
- 1926年（大正15年） - 石油を試掘している最中、天然ガスとともに温泉が湧き出た。日本最北の温泉となった。
  - 石油試掘に纏わる温泉は他にも稚内温泉、羽根沢温泉、月岡温泉、瀬波温泉などがある。
- 1927年（昭和2年） - 川島旅館創業[1]。
- 1932年（昭和7年） - 天塩電灯株式会社がガス発電による発電所を設置。温泉地区、豊富市街に点灯。
- 1933年（昭和8年） - 豊富温泉株式会社が創立される。
- 1957年（昭和32年） - 北海道電力が日本初の事業用ガスタービン発電所を開設、1972年まで稼動。
- 1958年（昭和33年） - 町営元湯館新築、事業開始。
- 1965年（昭和40年） - 豊富温泉スキー場が開設。
- 1978年（昭和53年） - 稚内市で温泉（稚内温泉）が湧き出たため、日本最北端の温泉ではなくなる。
- 1979年（昭和54年）11月 - 元湯館が火災により焼失。
- 1982年（昭和57年）11月 - 町営ニューホテルサロベツがオープン。
- 1988年（昭和63年）12月 - 元湯館跡地にふれあいセンター新設、営業開始。
- 1992年（平成4年）1月13日 - 国民保養温泉地に指定。
- 1999年（平成11年）1月 - 豊富町温泉保養宿泊所「湯快宿」オープン。
- 2004年（平成16年）4月 - 町営ニューホテルサロベツを民間へ譲渡（2009年に廃業）。
- 2009年（平成20年）9月 - ふれあいセンター内に湯治をサポートする総合案内所「コンシェルジュ・デスク」を新設。
- 2015年（平成27年）11月 - 名湯百選に選ばれる。
- 2017年（平成29年）7月 - ふれあいセンター（温泉施設として）及び温泉自然観察館（運動施設として）が、厚生労働省の温泉利用型健康増進施設に認定される[4]。

## アクセス
- 稚内空港より自家用車で約1時間。タクシー、温泉宿の歓送迎、および豊富温泉共有のカーシェアリング等が利用可能。
- JR北海道宗谷本線豊富駅より沿岸バス豊富留萌線で約10分。
  - タクシーは豊富駅前に1台のみ常駐。ただし日曜と祝日は休業。
- JR北海道宗谷本線幌延駅より沿岸バス豊富留萌線で約15分。
- 札幌駅バスターミナルより都市間バス特急はぼろ号で約5時間[1]。